# Ibrahim Adel
Ibrahim Adel (in arabo إبراهيم عادل‎?; Port Said, 23 aprile 2001) è un calciatore egiziano, attaccante del Pyramids e della nazionale egiziana.

## Caratteristiche tecniche
Esterno sinistro d'attacco in possesso di discrete doti tecniche, in grado di agire da centravanti.

## Carriera

### Club
Inizia a giocare a calcio nelle giovanili dell'El Mareekh, squadra della città di Port Said. Nel 2018 viene ingaggiato dal Pyramids, che nel 2019 lo aggrega alla prima squadra. Nel 2022 rinnova l'accordo con gli egiziani fino al 2026.

### Nazionale
Ha giocato nelle nazionali giovanili egiziane Under-20 ed Under-23.
Esordisce in nazionale maggiore il 30 settembre 2021 contro la Liberia in amichevole, subentrando al 68' al posto di Zizo. Dopo aver preso parte ai Giochi Olimpici di Tokyo, il 29 dicembre 2021 viene incluso dal CT Carlos Queiroz nella lista definitiva dei 25 convocati per la fase finale della Coppa d'Africa 2021, dove l'Egitto viene sconfitto in finale dal Senegal ai calci di rigore.
Dopo avere disputate pure le Olimpiadi di Parigi, il 6 settembre 2024 realizza il suo primo gol con la massima selezione egiziana nel successo per 3-0 contro Capo Verde.

## Statistiche

### Presenze e reti nei club
Statistiche aggiornate al 14 dicembre 2024.
| Stagione        | Squadra         | Campionato      | Campionato | Campionato | Coppe nazionali | Coppe nazionali | Coppe nazionali | Coppe continentali | Coppe continentali | Coppe continentali | Altre coppe | Altre coppe | Altre coppe | Totale | Totale |
| Stagione        | Squadra         | Comp            | Pres       | Reti       | Comp            | Pres            | Reti            | Comp               | Pres               | Reti               | Comp        | Pres        | Reti        | Pres   | Reti   |
| --------------- | --------------- | --------------- | ---------- | ---------- | --------------- | --------------- | --------------- | ------------------ | ------------------ | ------------------ | ----------- | ----------- | ----------- | ------ | ------ |
| 2018-2019       | Pyramids        | PL              | 1          | 0          | CE              | 0               | 0               | -                  | -                  | -                  | -           | -           | -           | 1      | 0      |
| 2019-2020       | Pyramids        | PL              | 16         | 1          | CE              | 2               | 0               | CC                 | 3                  | 0                  | -           | -           | -           | 21     | 1      |
| 2020-2021       | Pyramids        | PL              | 19         | 10         | CE              | 2               | 1               | CC                 | 7                  | 4                  | -           | -           | -           | 28     | 15     |
| 2021-2022       | Pyramids        | PL              | 21         | 6          | CE              | 2               | 0               | CC                 | 9                  | 1                  | -           | -           | -           | 32     | 7      |
| 2022-2023       | Pyramids        | PL              | 22         | 4          | CE              | 0               | 0               | CC                 | 7                  | 0                  | SE          | 1           | 0           | 30     | 4      |
| 2023-2024       | Pyramids        | PL              | 17         | 7          | CE              | 1               | 0               | CCL                | 4                  | 0                  | SE          | 0           | 0           | 22     | 7      |
| 2024-2025       | Pyramids        | PL              | 3          | 0          | CE              | 0               | 0               | CCL                | 3                  | 3                  | SE          | 2           | 1           | 8      | 4      |
| Totale carriera | Totale carriera | Totale carriera | 99         | 28         |                 | 7               | 1               |                    | 33                 | 8                  |             | 3           | 1           | 142    | 38     |

### Cronologia presenze e reti in nazionale
| Cronologia completa delle presenze e delle reti in nazionale ― Egitto | Cronologia completa delle presenze e delle reti in nazionale ― Egitto | Cronologia completa delle presenze e delle reti in nazionale ― Egitto | Cronologia completa delle presenze e delle reti in nazionale ― Egitto | Cronologia completa delle presenze e delle reti in nazionale ― Egitto | Cronologia completa delle presenze e delle reti in nazionale ― Egitto | Cronologia completa delle presenze e delle reti in nazionale ― Egitto | Cronologia completa delle presenze e delle reti in nazionale ― Egitto |
| Data                                                                  | Città                                                                 | In casa                                                               | Risultato                                                             | Ospiti                                                                | Competizione                                                          | Reti                                                                  | Note                                                                  |
| --------------------------------------------------------------------- | --------------------------------------------------------------------- | --------------------------------------------------------------------- | --------------------------------------------------------------------- | --------------------------------------------------------------------- | --------------------------------------------------------------------- | --------------------------------------------------------------------- | --------------------------------------------------------------------- |
| 30-9-2021                                                             | Alessandria d'Egitto                                                  | Egitto                                                                | 2 – 0                                                                 | Liberia                                                               | Amichevole                                                            | -                                                                     | 68’                                                                   |
| 5-6-2022                                                              | Il Cairo                                                              | Egitto                                                                | 1 – 0                                                                 | Guinea                                                                | Qual. Coppa d'Africa 2023                                             | -                                                                     | 74’                                                                   |
| 9-6-2022                                                              | Lilongwe                                                              | Etiopia                                                               | 2 – 0                                                                 | Egitto                                                                | Qual. Coppa d'Africa 2023                                             | -                                                                     | 41’                                                                   |
| 14-6-2022                                                             | Seul                                                                  | Corea del Sud                                                         | 4 – 1                                                                 | Egitto                                                                | Amichevole                                                            | -                                                                     |                                                                       |
| 8-9-2023                                                              | Il Cairo                                                              | Egitto                                                                | 1 – 0                                                                 | Etiopia                                                               | Qual. Coppa d'Africa 2023                                             | -                                                                     | 67’                                                                   |
| 12-9-2023                                                             | Il Cairo                                                              | Egitto                                                                | 1 – 3                                                                 | Tunisia                                                               | Amichevole                                                            | -                                                                     | 76’ 85’                                                               |
| 6-6-2024                                                              | Il Cairo                                                              | Egitto                                                                | 2 – 1                                                                 | Burkina Faso                                                          | Qual. Mondiali 2026                                                   | -                                                                     | 90+2’                                                                 |
| 10-6-2024                                                             | Bissau                                                                | Guinea-Bissau                                                         | 1 – 1                                                                 | Egitto                                                                | Qual. Mondiali 2026                                                   | -                                                                     | 78’                                                                   |
| 6-9-2024                                                              | Il Cairo                                                              | Egitto                                                                | 3 – 0                                                                 | Capo Verde                                                            | Qual. Coppa d'Africa 2025                                             | 1                                                                     | 66’ 90+1’                                                             |
| 10-9-2024                                                             | Francistown                                                           | Botswana                                                              | 0 – 4                                                                 | Egitto                                                                | Qual. Coppa d'Africa 2025                                             | -                                                                     | 75’                                                                   |
| 11-10-2024                                                            | Il Cairo                                                              | Egitto                                                                | 2 – 0                                                                 | Mauritania                                                            | Qual. Coppa d'Africa 2025                                             | -                                                                     | 90+2’                                                                 |
| 15-10-2024                                                            | Nouakchott                                                            | Mauritania                                                            | 0 – 1                                                                 | Egitto                                                                | Qual. Coppa d'Africa 2025                                             | 1                                                                     | 84’                                                                   |
| 15-11-2024                                                            | Praia                                                                 | Capo Verde                                                            | 1 – 1                                                                 | Egitto                                                                | Qual. Coppa d'Africa 2025                                             | -                                                                     | 85’                                                                   |
| 19-11-2024                                                            | Il Cairo                                                              | Egitto                                                                | 1 – 1                                                                 | Botswana                                                              | Qual. Coppa d'Africa 2025                                             | -                                                                     | 68’                                                                   |
| Totale                                                                |                                                                       | Presenze                                                              | 14                                                                    |                                                                       | Reti                                                                  | 2                                                                     |                                                                       |

## Palmarès

### Club

#### Competizioni nazionali
- Coppa d'Egitto: 1

Pyramids: 2023-2024

#### Competizioni internazionali
- CAF Champions League: 1

Pyramids: 2024-2025